# Уэймут-энд-Портленд
Уэймут-энд-Портленд (англ. Weymouth and Portland) — неметрополитенский район (англ. non-metropolitan district) со статусом боро в графстве Дорсет (Англия). Административный центр — город Уэймут.

## География
Район расположен в южной части графства Дорсет на побережье пролива Ла-Манш, в его состав входит остров Портленд.

## История
Район образован 1 апреля 1974 года в результате объединения боро Уэймут-энд-Мелкомб-Реджис и городского района (англ. Urban District) Портленд.

## Состав
В состав района входят 2 города:
- Портленд
- Уэймут